# Tomasz Jaworek
Tomasz Jaworek (ur. 10 lutego 1970 w Mikołowie) – polski piłkarz grający na pozycji napastnika.

## Kariera
Jego ojciec, Andrzej Jaworek, występował w zespole trampkarzy AKS Mikołów. Tomasz Jaworek w wieku 12 lat trafił do tego klubu. W 1988 roku przeszedł do Gwarka Zabrze, gdzie trenerem był Jan Kowalski. Następnie na skutek starań Jana Szlachty trafił do Górnika Knurów, chociaż zainteresowany był nim GKS Katowice. W przerwie letniej 1989 roku przeszedł do trzecioligowego GKS Tychy. Pół roku później został piłkarzem Ruchu Chorzów, odrzucając ofertę Lecha Poznań. Podczas gry w chorzowskim klubie stał się członkiem reprezentacji olimpijskiej, mimo to na igrzyska nie pojechał. W 1992 roku przeszedł do grającego w 2. Bundeslidze 1. FSV Mainz 05. W 1993 roku wyjechał do Islandii, gdzie przez trzy miesiące grał w Víkingur Reykjavík. Następnie grał w TuS Paderborn-Neuhaus, Śląsku Wrocław, Szombierkach Bytom, Energie Cottbus (wspólnie z Witoldem Wawrzyczkiem i Piotrem Rowickim), Olimpii Piekarach Śląskich, FC 08 Homburg i Carl Zeiss Jena. Podczas gry w Carl Zeiss Jena odniósł kontuzję, przez którą musiał zakończyć karierę.
Zagrał w 101 meczach młodzieżowych reprezentacji Polski. Wystąpił także w 14 meczach reprezentacji olimpijskiej prowadzonej przez Janusza Wójcika, w których strzelił cztery gole. Łącznie w karierze rozegrał 540 spotkań i zdobył 338 bramek.